# Zalim İstanbul
Zalim İstanbul é uma telenovela turca, produzida pela Avşar Film e exibida pelo Kanal D de 1 de abril de 2019 a 22 de junho de 2020, em 39 episódios, com direção de Cevdet Mercan e colaboração de Gökçen Usta e Şenol Sönmez.
Conta com as participações de Fikret Kuşkan, Deniz Uğur, Mine Tugay, Mehmet Ozan Dolunay, Simay Barlas e Berker Güven.
A série está atualmente sendo exibida, com dublagem em português na Angola e em Moçambique, onde teve sua estreia em 8 de janeiro de 2021 pelo Zap Novelas. 
Será exibida na Band a partir de 9 de setembro de 2025, substituindo Café com Aroma de Mulher,  sob o título de "Cruel Istambul" e marcará o retorno de tramas turcas na emissora desde Minha Vida em 2019.

## Enredo
Agah Karacay é um empresário de sucesso que tem uma vida próspera. Ele vive em uma grande mansão junto com sua bela e ambiciosa esposa Şeniz, seu filho irresponsável Cenk, sua filha despreocupada Damla, e seu sobrinho deficiente Nedim. Quando o irmão mais velho de Agah é morto, ele acaba por criar seu sobrinho de 8 anos de idade. Mesmo que Agah ame seu sobrinho e tente fazer o melhor para cuidar bem dele, sua esposa Şeniz tenta se livrar da criança. Şeniz guarda um segredo relacionado ao seu passado e ela faz o que for necessário para continuar a mantê-lo em segredo. Şeniz considera Nedim como seu inimigo, pois ele é a única testemunha do que aconteceu anos atrás. Por esta razão, Şeniz quer deteriorar a situação de Nedim, dando-lhe drogas de forma secreta. Sem saber de tudo isso, Agah pensa que o tratamento de Nedim não funciona. Ele se sente desesperado por não poder ajudá-lo. E a situação se torna mais complicada quando Agah descobre que ele tem um problema no coração. Ele começa a pensar no que aconteceria com seu sobrinho se ele falecesse. Por esta razão, Agah quer encontrar uma esposa para o seu sobrinho.
Agah designa seu criado Nurten para encontrar uma garota apropriada de sua cidade natal, Antáquia. Seher é uma mulher orgulhosa e conservadora que faz o seu melhor para manter sua família unida depois que seu marido faleceu. Ela criou seus três filhos sozinha. Seher não conhece os planos de sua sogra mal-intencionada, Neriman. Ela apenas sabe que a família Karacay está à procura de criados que trabalhariam em Istambul. Mas mesmo assim, ela não quer deixar sua cidade natal e, por esta razão, ela rejeita esta oferta. Entretanto, tanto Ceren quanto Neriman fazem o melhor para persuadir Seher. Depois que sua casa é queimada, Seher não tem outra escolha, e vai para Istambul. Quando chegam a Istambul, eles se instalam em um prédio situado perto da mansão Karaçay. Mesmo assim, ninguém sabe o que fariam nesta grande mansão, mas apenas trabalham como criados. Entretanto, Seher descobre a razão, que é vender sua filha.

## Adaptação
A telenovela A Promessa, exibida desde junho de 2024 na SIC, é uma adaptação de Zalim İstanbul. A Promessa é a primeira adaptação portuguesa de produção turca.

## Elenco
| Ator/Atriz          | Personagem           |
| ------------------- | -------------------- |
| Fikret Kuşkan       | Agah Karaçay         |
| Deniz Uğur          | Seher Yılmaz         |
| Mine Tugay          | Şeniz Karaçay        |
| Mehmet Ozan Dolunay | Cenk Karaçay         |
| Simay Barlas        | Damla Karaçay        |
| Berker Güven        | Nedim Karaçay        |
| Sera Kutlubey       | Cemre Yılmaz Karaçay |
| İdris Nebi Taşkan   | Civan Yılmaz         |
| Ayşen Sezerel       | Neriman Yılmaz       |
| Gamze Demirbilek    | Nurten               |
| Oğuz Peçe           | Yusuf                |
| Bahar Şahin         | Ceren Yılmaz Karaçay |
| Sevcan Sini         | Oya                  |